# Monopis hemicitra
Monopis hemicitra är en fjärilsart som beskrevs av Edward Meyrick 1906. Monopis hemicitra ingår i släktet Monopis och familjen äkta malar. Inga underarter finns listade i Catalogue of Life.